# Димитрије Лазаров Раша
Димитрије Лазаров Раша (Черевић, код Беочина, 8. април 1926 — Титов Велес, 27. фебруар 1948) био је учесник Народноослободилачке борбе, мајор ЈА и народни херој Југославије.

## Биографија
Рођен је 8. априла 1926. године у Черевићу, код Беочина. После завршене основне школе, остао је у селу и помагао родитељима у обрађивању земље.
Почетком 1942. године, заједно са своја четири другара (сви петнаестогодишњаци), упутио се према Фрушкој гори. Од њих петорице, тројица (међу њима и Димитрије) су се придружила Фрушкогорском партизанском одреду. Пошто су били малолетни, стражар на улазу у партизански логор их је одвео до команданта Одреда, Марка Перичина Камењара. На њихово упорно инсистирање, Перичин их је напослетку задржао у Одреду. Иако веома млад, Димитрије је ускоро постао командир чете.
Приликом повлачења немачких снага из Грчке и њиховог пребацивања преко Саве, Димитрије је током ноћи упао у једну њихову колону и почео да пуца по њима, а кад је понестало метака, ударао их је кундаком. Верује се да је тада побио 30 Немаца.
У Славонији, док су партизани држали мостобран Вировитица–Слатина, на Сремском фронту, Димитрије је с батаљоном уништио и оштетио 12 тенкова на положају код места Чађавице. Тада је био командант бригаде у Дванаестом војвођанском корпусу.

### Послератни период
После рата, имао је чин мајора ЈА и командовао бригадом Југословенске армије.
Умро је 27. фебруара 1948. године у Титовом Велесу, где се налазио на служби.
Одликован је Орденом заслуга за народ другог реда, Орденом партизанске звезде трећег реда и Орденом за храброст. Указом Председништва Антифашистичког већа народног ослобођења Југославије (АВНОЈ), 29. јула 1945. године, проглашен је за народног хероја Југославије.

## Фото-галерија
- Споменик Димитрију Лазарову Раши у његовом родном граду Черевићу, код Беочина
- Споменик Димитрију Лазарову Раши у његовом родном граду Черевићу, код Беочина
- Споменик Димитрију Лазарову Раши у његовом родном граду Черевићу, код Беочина
- Споменик Димитрију Лазарову Раши у његовом родном граду Черевићу, код Беочина
- Споменик Димитрију Лазарову Раши у његовом родном граду Черевићу, код Беочина

## Видите још
- Родна кућа народног хероја Димитрија Лазарова „Раше“